# Dario Mangiarotti
Dario Mangiarotti (ur. 18 grudnia 1915 w Mediolanie, zm. 9 kwietnia 2010 w Lavagna) – włoski szpadzista, wielokrotny medalista igrzysk olimpijskich i mistrzostw świata. 
Na igrzyskach olimpijskich w Londynie w 1948 roku wspólnie z Carlo Agostonim, Edoardo Mangiarottim, Luigim Cantone, Marco Antonio Mandruzzato i Fiorenzo Marinim zdobył srebro w szpadzie drużynowej. Indywidualnie nie startował. Na rozgrywanych cztery lata później igrzyskach olimpijskich w Helsinkach Włosi w składzie: Edoardo Mangiarotti, Dario Mangiarotti, Giuseppe Delfino, Carlo Pavesi, Franco Bertinetti i Roberto Battaglia zwyciężyli w szpadzie drużynowej. W rywalizacji indywidualnej wywalczył srebrny medal. W rundzie finałowej wygrał sześć z dziewięciu pojedynków i uplasował się między Edoardo Mangiarottim i Szwajcarem Oswaldem Zappellim. 
Podczas mistrzostw świata w Paryżu w 1937 roku razem z kolegami z reprezentacji zdobył złoty medal w szpadzie drużynowej. W tej samej konkurencji zdobywał też złote medale na mistrzostwach świata w Kairze (1949) i mistrzostwach świata w Monte Carlo (1950) i mistrzostwach świata w Brukseli (1953), srebrny na mistrzostwach świata w Sztokholmie (1951) oraz brązowe na mistrzostwach świata w Pieszczanach (1938) i mistrzostwach świata w Lizbonie (1947). Zdobył ponadto dwa medale w zawodach indywidualnych: złoty na MŚ 1949 i brązowy MŚ 1950 (za Francuzem Michelem Pécheux) i MŚ 1958 (za Duńczykiem Mogensem Lüchowem i Szwedem Carlem Forssellem).
Po zakończeniu kariery był działaczem i trenerem. W latach 1949–1972 pisał także felietony dla La Gazzetta dello Sport.
Szermierzami byli również jego ojciec, Giuseppe Mangiarotti, bracia Edoardo i Mario oraz bratanica, Carola Mangiarotti.